# Código postal de India

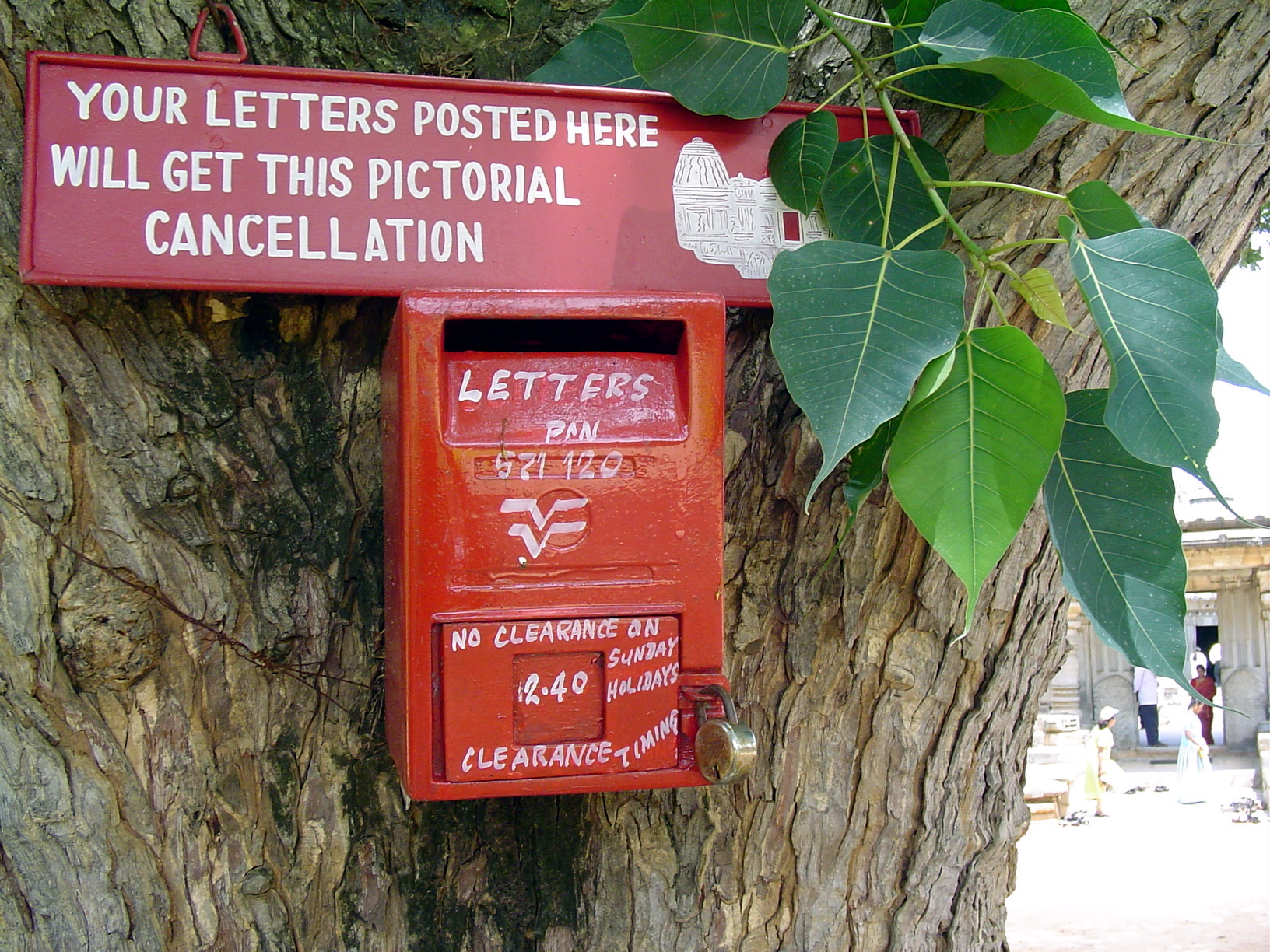
Buzòn con el PIN (571120)

El Código postal de India, denominado Postal Index Number o PIN o Pincode es el sistema de codificación de correspondencia o código postal del correo de la India. Es un código de seis dígitos que comenzó a utilizarse el 15 de agosto de 1972.

## Estructura

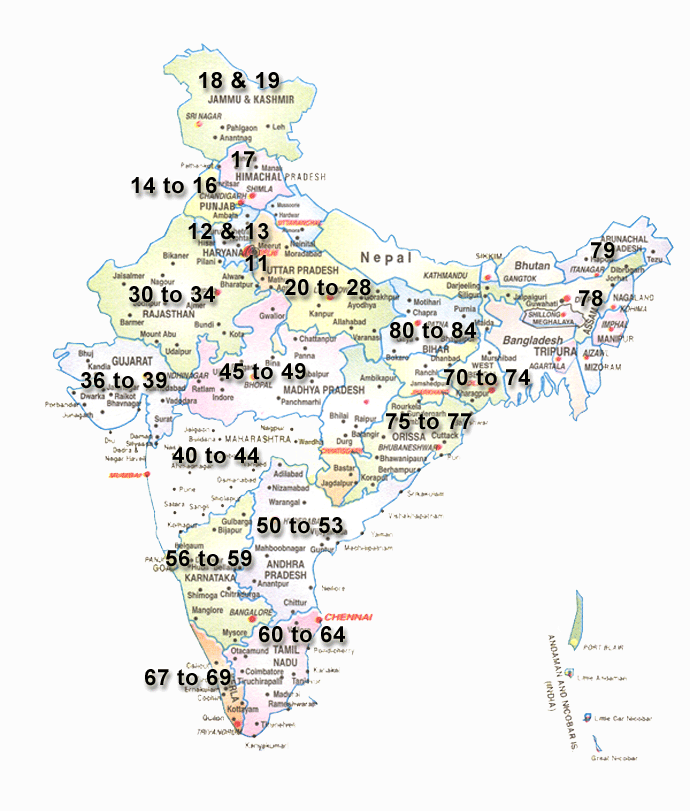
Distribución del código PIN en India

Existen nueve áreas, incluyendo ocho regiones y una zona funcional exclusiva de las fuerzas armadas y otros organismos estatales. El primer dígito indica la región, que puede abarcar varios estados.El segundo dígito refiere a la subregión postal y el tercero a los distritos. Los últimos tres dígitos indican la oficina postal.
Las nueve áreas son las siguientes
- 1 - Delhi, Haryana, Punjab, Himachal Pradesh, Jammu y Cachemira(incluyendo Cachemira administrada por Pakistán), Chandigarh
- 2 - Uttar Pradesh, Uttarakhand
- 3 - Rajastán, Guyarat, Damán y Diu, Dadra y Nagar Haveli
- 4 - Goa,  Maharashtra, Madhya Pradesh, Chhattisgarh
- 5 - Andhra Pradesh, Karnataka
- 6 - Tamil Nadu, Kerala, Pondicherry, Lakshadweep
- 7 - Orissa, West Bengal, Arunachal Pradesh, Nagaland, Manipur, Mizoram, Tripura, Meghalaya, Islas Andamán y Nicobar
- 8 - Bihar, Jharkhand
- 9 - Correo del ejército (APO) y  Correo de campo (FPO)

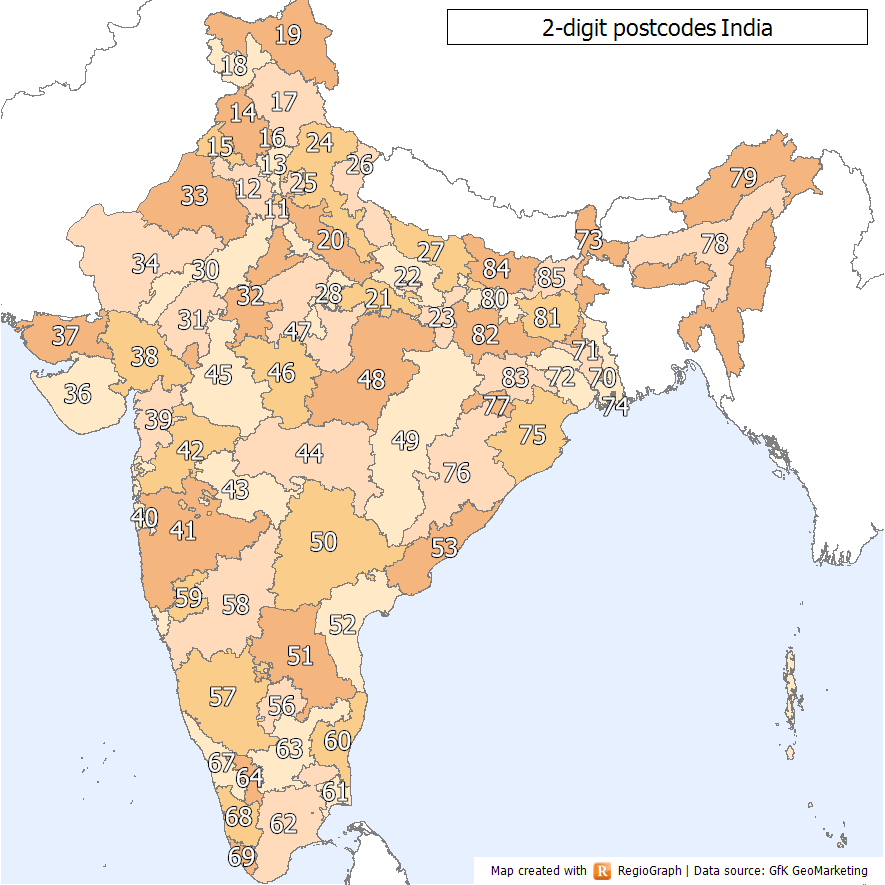
Zonas para los dos primeros dígitos del PIN.

| Primeros 2/3 dígitos del PIN | Radio postal             |
| ---------------------------- | ------------------------ |
| 11                           | Delhi                    |
| 12 y 13                      | Haryana                  |
| 14 y 15                      | Punjab                   |
| 16                           | Chandigarh               |
| 17                           | Himachal Pradesh         |
| 18 y 19                      | Jammu & Kashmir          |
| 20 a 28                      | Uttar Pradesh/Uttrakhand |
| 30 a 34                      | Rajasthan                |
| 36 a 39                      | Guyarat                  |
| 40                           | Goa                      |
| 40 a 44                      | Maharastra               |
| 45 a 48                      | Madhya Pradesh           |
| 49                           | Chattisgarh              |
| 50 a 53                      | Andhra Pradesh           |
| 56 a 59                      | Karnataka                |
| 60 a 64                      | Tamil Nadu               |
| 67 a 69                      | Kerala                   |
| 682                          | Islas Lakshadweep        |
| 70 a 74                      | Bengala occidental       |
| 744                          | Islas Andamán y Nicobar  |
| 75 a 77                      | Orissa                   |
| 78                           | Assam                    |
| 79                           | Arunachal Pradesh        |
| 793, 794, 783123             | Meghalaya                |
| 795                          | Manipur                  |
| 796                          | Mizoram                  |
| 799                          | Tripura                  |
| 80 a 85                      | Bihar y Jharkhand        |